# 增城体育场
增城体育场或增城康威体育运动场是一个位于中华人民共和国广东省广州市增城区的多功能运动场。球场的投资方与冠名方都是广州康威。该球场在2010年曾经是广州恒大征战中甲的主场球场。现作为2025年中乙联赛广州蒲公英足球俱乐部的主场。